# Hünenburg Hemeln
Die Hünenburg Hemeln bei Hemeln im südniedersächsischen Landkreis Göttingen ist eine abgegangene, fast sieben Hektar große Wallburg auf der im Bramwald befindlichen Erhebung Hünenkopf. Ihre Entstehungszeit ist aufgrund von Funddatierungen in den ersten Jahrhunderten nach Christus anzunehmen, während ihre Nutzungszeit aufgrund von Fundstücken bis in die Zeit des Frühmittelalters um das Jahr 800 datiert wird. Die Wallburg dürfte als Fliehburg dem Schutz der Bevölkerung in kriegerischen Zeiten gedient haben.

## Geographische Lage
Die Hünenburg Hemeln liegt in Spornlage auf dem Westhang des Bramwaldes zwischen Hemeln im Süden und dessen Ortsteil Glashütte im Nordnordosten, die beide zu Hann. Münden gehören. Das großflächige Gelände der einstigen Wallburg befindet sich auf etwa 320 bis 370 m ü. NHN (im Mittel 345 m) auf dem bewaldeten Westhang des Hünenkopfs (388,5 m). Westlich wird die Erhebung auf etwa 110 m Höhe von der im Oberen Wesertal verlaufenden Weser umflossen. Etwa 500 m nordnordwestlich der Wallburg steht die Bergfriedruine als Hauptrest der einstigen Bramburg.

## Beschreibung
Die ungleichmäßige, dreiecksförmige Wallburg hat die Ausmaße von etwa 220 × 440 Metern und eine Fläche von fast sieben Hektar. Ein etwa ein Kilometer langer Wall bot Schutz. An der flachen und gut zugänglichen Ostseite ist er besonders stark ausgeprägt und mit einem zwei Meter tiefen und fünf Meter breiten Spitzgraben versehen. Die anderen drei Seiten, insbesondere die Südseite zum Wesertal, boten durch ihre Steilhänge natürlichen Schutz. Der durchgängig gerade Wallverlauf an der Südseite wird Hünengraben genannt. Das einzige Tor lag an der Südseite und war auf den südlich liegenden Ort Hemeln ausgerichtet.

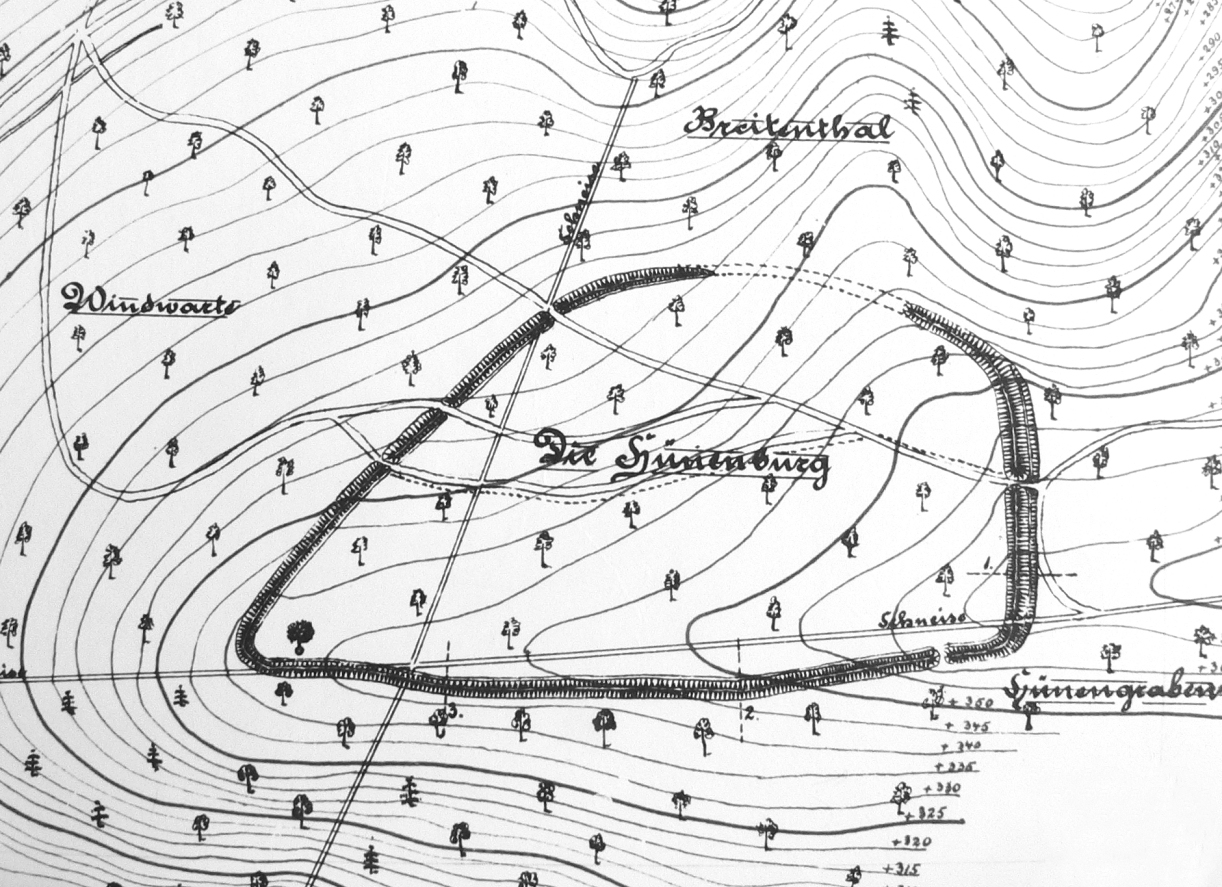
Lageskizze der Hünenburg Hemeln von Carl Schuchhardt (Ende 19. Jahrhundert)
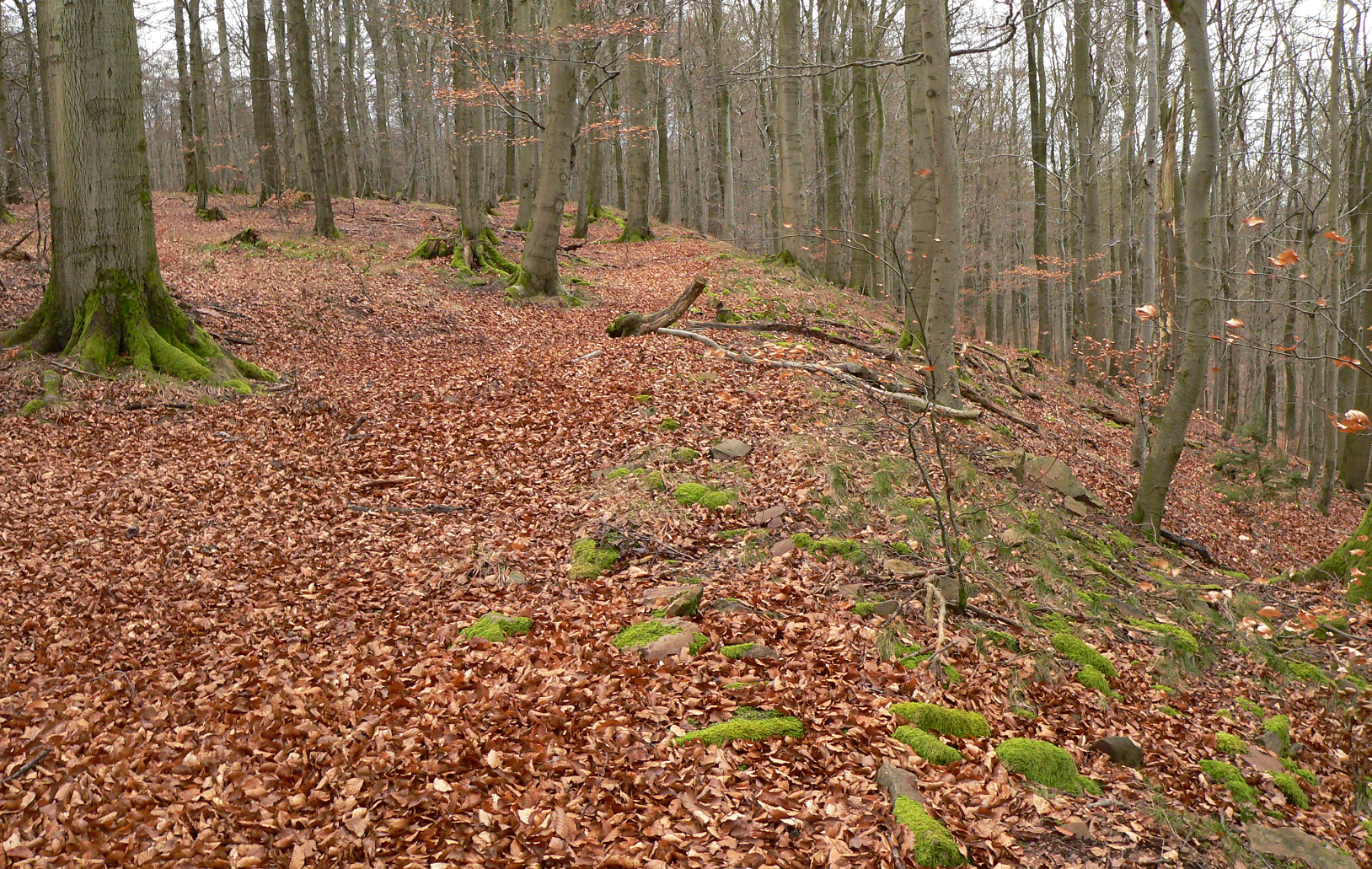
Der flache Wall an der steilen Südseite ist kaum noch wahrnehmbar
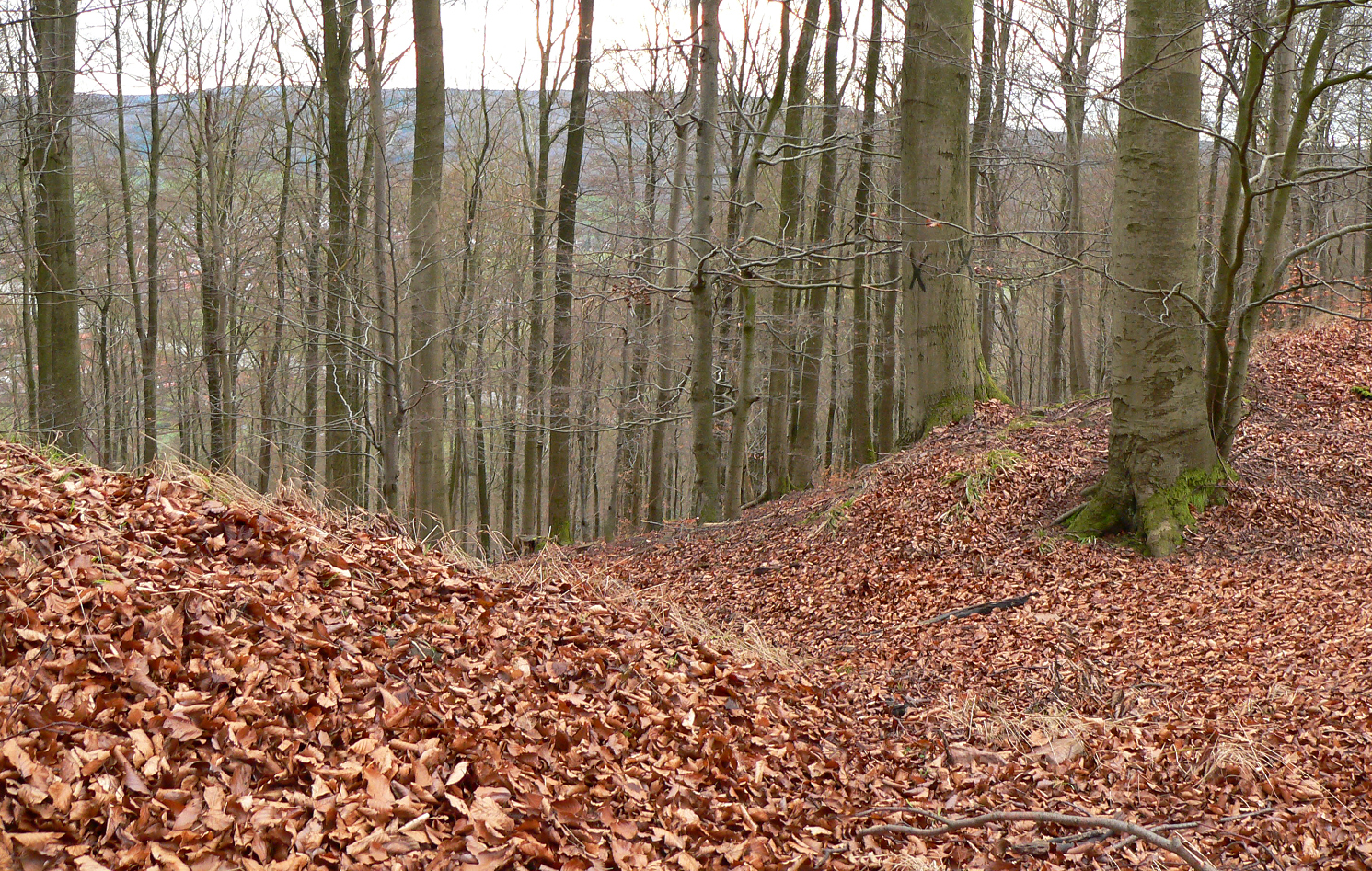
Früherer Torbereich an der Südseite, erkennbar als Einschnitt in den Wallkörper

## Ausgrabungen

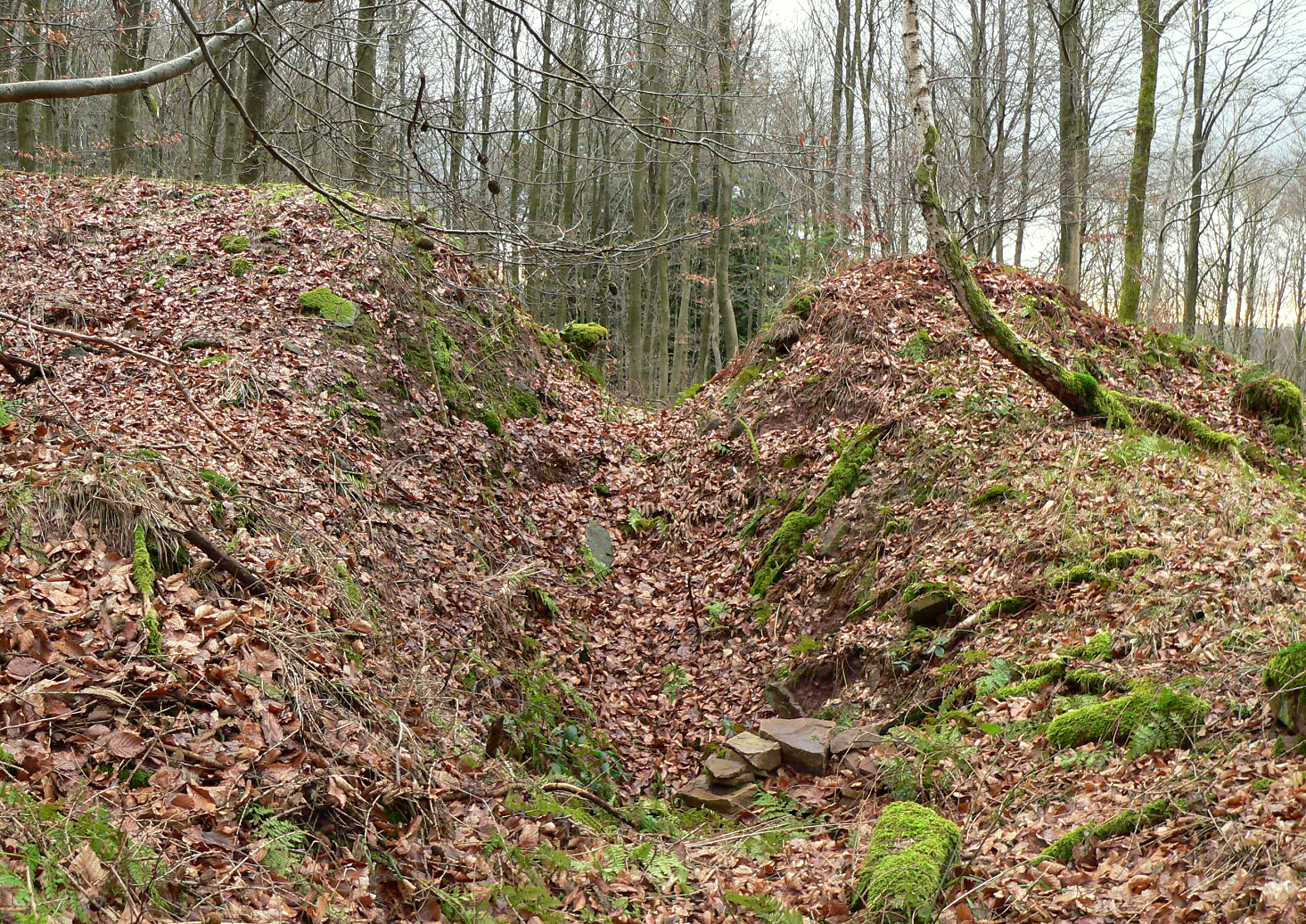
1966 vorgenommener Grabungsschnitt durch Wall und Graben an der Ostseite

Erste archäologische Untersuchungen führte der Prähistoriker Carl Schuchhardt Ende des 19. Jahrhunderts durch. 1950 wurde im Wallkörper die Ausrüstung eines fränkischen Reiters gefunden. Dazu zählen ein zweischneidiges Schwert, Flügellanzenspitzen, Steigbügel und Reste eines Eisenkessels. 1966 unternahm das Seminar für Ur- und Frühgeschichte der Universität Göttingen eine Ausgrabung mit einem Grabungsschnitt durch den Wall und den vorgelagerten Graben. Im Wall wurde eine Holz-Erde-Konstruktion mit Holzbalkenlager und Steinen vorgefunden, die den Wall verstärkten. Besiedlungsspuren im Inneren der Anlage konnten nicht festgestellt werden. Eine Radiokohlenstoffdatierung von Holzkohle aus dem Wall zeigte eine Zeitstellung von 130 bis 470 n. Christus auf. Daher lässt sich die Entstehungszeit der Anlage in dieser Zeitspanne vermuten, während ihre Nutzungsdauer aufgrund des Fundes der fränkischen Reiterkriegerausrüstung bis um das Jahr 800 angedauert haben muss.